# Publio Numitorio
Publio Numitorio (Roma, ... – ...; fl. V secolo a.C.) è stato un politico e militare romano, tribuno della plebe e zio materno di Verginia, uccisa dal padre Lucio Verginio 449 a.C., per impedire che cadesse nelle mani del decemviro Appio Claudio.

## Biografia
Publio Numitorio divenne tribuno della plebe nel 448 a.C. per il ruolo attivo che ebbe nella caduta del secondo decemvirato.
Tito Livio introduce la figura di Numitorio nel giorno in cui, insieme al promesso sposo Lucio Icilio, testimonia davanti al decemviro Appio Claudio la paternità di sua nipote Verginia, accusata da Marco Claudio, cliente di Appio Claudio, di essere una sua schiava fuggiasca.
Fu Numintore, insieme al fidanzato Icilio, a mostrare ai romani presenti nel foro, il corpo esanime di Verginia, uccisa dal padre Lucio Verginio, accusando il decemviro di aver costretto Verginio a compiere l'orrendo delitto:
(Tito Livio, Ab urbe condita, II, 48)
Numintore e Icilio riuscirono a lasciare, nonostante il decemviro avesse dato l'ordine di catturarli, grazie all'aiuto della folla, e si recarono al proprio accampamento, predisposto per la campagna contro i Sabini, dove raccontarono l'accaduto, convincendo poi i commilitoni a raggiungere i rivoltosi, sull'Aventino.
Eletto tribuno della plebe con Lucio Verginio, dopo che questo aveva incriminato Appio Claudio, che per questa accusa preferì suicidarsi piuttosto che affrontare il giudizio, come suo primo atto accusò il decemviro Spurio Oppio Cornicino, per gli atti illegali da questo adottati nei confronti dei plebei, inducendolo al suicidio per sfuggire al giudizio..